# Héctor Sanabria (Fußballspieler, 1945)
Alejandro Héctor Sanabria Mascareño (* 17. August 1945 in Mexiko-Stadt; † 29. Januar 2024), besser bekannt als Héctor Sanabria und auch bekannt unter dem Spitznamen El Capi (der Boss), war ein mexikanischer Fußballspieler, der im Mittelfeld agierte und im Anschluss an seine aktive Laufbahn als Trainer tätig war. 

## Leben

### Verein
„El Capi“ Sanabria spielte nachweislich zwischen 1967/68 und 1972/73 für seinen Heimatverein UNAM Pumas, mit dem er in der Saison 1976/77 die mexikanische Fußballmeisterschaft gewann. Nach seiner aktiven Laufbahn führte er als Trainer eine nur aus mexikanischen Spielern bestehende Mannschaft in der Saison 1987/88 zur Vizemeisterschaft. In der darauffolgenden Saison 1988/89 trainierte er den Deportivo Toluca FC, mit dem er die Copa México gewann. In der Saison 1989/90 stand er bei den Tiburones Rojos de Veracruz unter Vertrag, wurde aber vorzeitig durch den Uruguayer Roberto Matosas abgelöst.

### Nationalmannschaft
1968 absolvierte Sanabria sieben Länderspiele für die mexikanische Nationalmannschaft über die volle Distanz. Sein Debüt fand am 3. März in einer torlosen Begegnung gegen die Sowjetunion statt, sein letztes Spiel am 29. September gegen Äthiopien wurde mit 3:0 gewonnen. Ein Länderspieltreffer blieb ihm versagt.

## Erfolge

### Als Spieler
+ Mexikanischer Meister: 1976/77 (mit UNAM)

### Als Trainer
- Mexikanischer Vizemeister: 1987/88 (mit UNAM)
- Mexikanischer Pokalsieger: 1988/89 (mit Toluca)